# Multoribulidae
Multoribulidae zijn  een familie van mijten. Bij de familie zijn twee geslachten met drie soorten ingedeeld.